# 테일러 힐
테일러 마리 힐(영어: Taylor Marie Hill, 1996년 3월 5일 ~ )은 간단히 테일러 힐(영어: Taylor Hill)로 잘 알려진 미국의 모델이다. 2015년부터 2021년까지 빅토리아 시크릿 앤젤로 활동하였다.

## 생애
1996년 3월 5일 미국 일리노이주 팰러타인에서 태어나 콜로라도주 알바다에서 성장했다. 모델이 되기 전 체조 선수였다. 테일러에게는 형제자매 셋이 있다.

## 경력
14살 때, 콜로라도주 그랜비에서 사진가 짐 조던이 모델 활동을 권유했다. 2013년, 인티미시미와 포에버 21 지면 카탈로그에 실렸다. 2014년, H&M 모델이 됐고 빅토리아 시크릿 패션쇼 무대에 섰다. 같은 해 에린 헤더턴, 프리다 구스타프손, 펄빈 버르버러와 함께 로사 차의 얼굴이 됐다. 2015년, 빅토리아 시크릿 앤젤이 됐다. 2016년, 영화 《네온 데몬》에 모델로 출연했다.
아미카, 엘르(호주, 프랑스, 노르웨이), 글래머, 마리끌레르 등 다양한 모델에 등장했다.
알렉산더 왕, 아르마니, 베르사체, 샤넬, DKNY, 돌체앤가바나, 조르조 아르마니 등 다양한 브랜드의 패션쇼에 섰다.

## 사생활
2013년 6월부터 마이클 생크와 교제 중이다.

## 작품 목록
- 네온 데몬